# Natriumtrichloracetat
Natriumtrichloracetat ist eine chemische Verbindung des Natriums aus der Gruppe der organischen substituierten Carbonsäuresalze.

## Gewinnung und Darstellung
Natriumtrichloracetat kann durch Neutralisierung von Trichloressigsäure mit einer Natriumhydroxidlösung oder Natriumcarbonat gewonnen werden.

## Eigenschaften
Natriumtrichloracetat ist ein brennbarer, schwer entzündbarer, hygroskopischer, gelblicher Feststoff, der leicht löslich in Wasser ist. Er zersetzt sich bei Erhitzung über ca. 195 °C, wobei Chlorwasserstoff und Natriumoxid entstehen können. Es kann aber auch Dichlorcarben entstehen.

## Verwendung
Natriumtrichloracetat kann als Polymerisationskatalysator für Vinylverbindungen und als Färbereihilfsmittel verwendet werden. Früher wurde es auch als Herbizid eingesetzt.